# Rogue wave
Rogue wave (plurál rogue waves) je neobvykle velká, nepředvídatelná a náhle se objevující povrchová vlna, která může být extrémně nebezpečná i pro velké lodě. Na rozdíl od tsunami, které jsou na hluboké vodě téměř neznatelné a jsou způsobeny přesunem velkého množství vody vlivem jiného jevu (např. zemětřesení, či sesuv půdy), se rogue waves vyskytují i uprostřed oceánů a na hluboké vodě. Mají krátkou vlnovou délku (ke své výšce) a relativně krátké trvání.

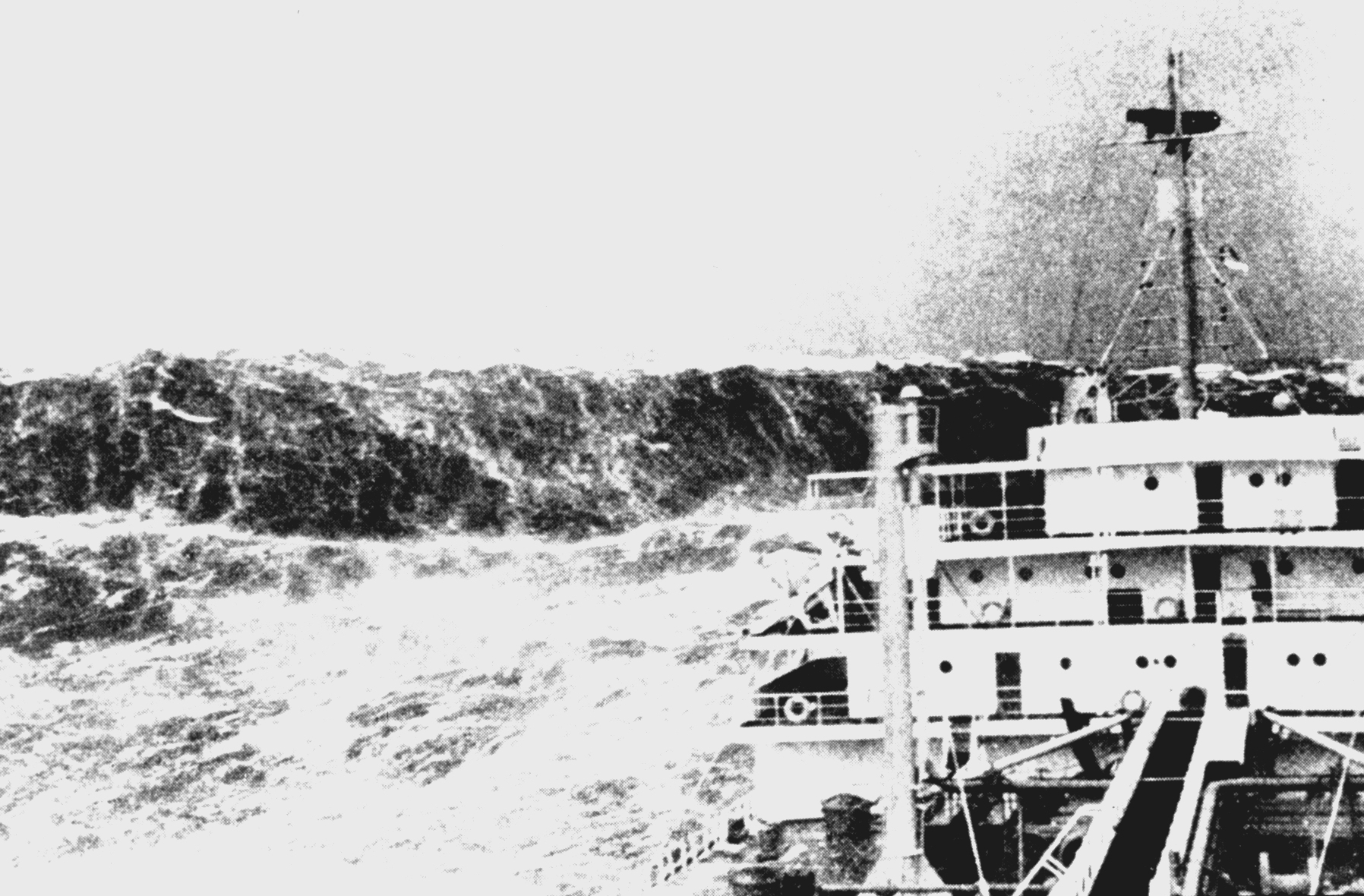
Setkání tankeru s velkou vlnou v Biskajském zálivu, cca 1940

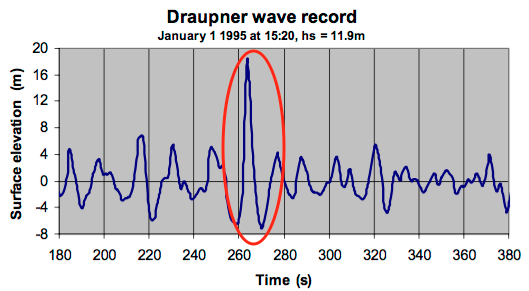
Záznam vlny Draupner (též New Year Wave/Novoroční vlna), která 1. ledna 1995 v 15.20 zasáhla plošinu Draupner v Severním moři u pobřeží Norska. Byla to první zaznamenaná a změřená rogue wave

V oceánografii jsou rogue waves definovány jako vlny, které svojí výškou více než dvojnásobně přesahují signifikantní výšku (Hs – tj. střední výšku třetiny nejvyšších vln). Z tohoto důvodu nemusí být rogue wave extrémně vysoká, ale je neobvykle vysoká pro daný stav moře. Zdá se, že neexistuje jeden jediný způsob vzniku rogue waves, ale že vznikají, když se setkají vhodné podmínky (například silný vítr a silné proudy), které spojí několik menších vln v jednu obrovskou vlnu. Vítr je ale klíčovou příčinou. Mechanismus vzniku rogue wave pomocí modulační nestability byl také pozorován ve zkušebním kanále, ale v reálných podmínkách není příčinou.
Mohou nabývat podobu jediné vlny, vodní stěny, či dvou nebo tří vln jdoucích po sobě – takzvané tři sestry (three sisters). Nemusí se vyskytovat pouze na oceánech, existuje podezření, že „tři sestry“ stály za potopením nákladní lodě Edmund Fitzgerald na Hořejším jezeře 10. listopadu 1975.
V roce 2012 studie podpořila možnost existence rogue holes, čili inverzní rogue wave, kde naopak hloubka propadu mezi dvěma vlnami může být více než dvakrát větší, než signifikantní výška vln. Rogue holes se podařilo replikovat ve zkušebním bazénu, ale jejich existence v reálném světě nebyla potvrzena.

## Název
V angličtině se těmto vlnám říká rogue waves (~ ničemné/zlotřilé), freak waves (~ podivné), monster waves (~ monstrózní), episodic waves (~ epizodické), killer waves (~ zabijácké), extreme waves (~ extrémní), či abnormal waves (~ abnormální).
V češtině aktuálně (2022) neexistuje jednoznačný překlad, či název, tohoto jevu. Lze se setkat s výrazy: „ničivá vlna“, „zlotřilá vlna“, „extrémní vlna rouge wave“, „obří vlna“, či „osamocená vlna“.

## Obraz v kultuře

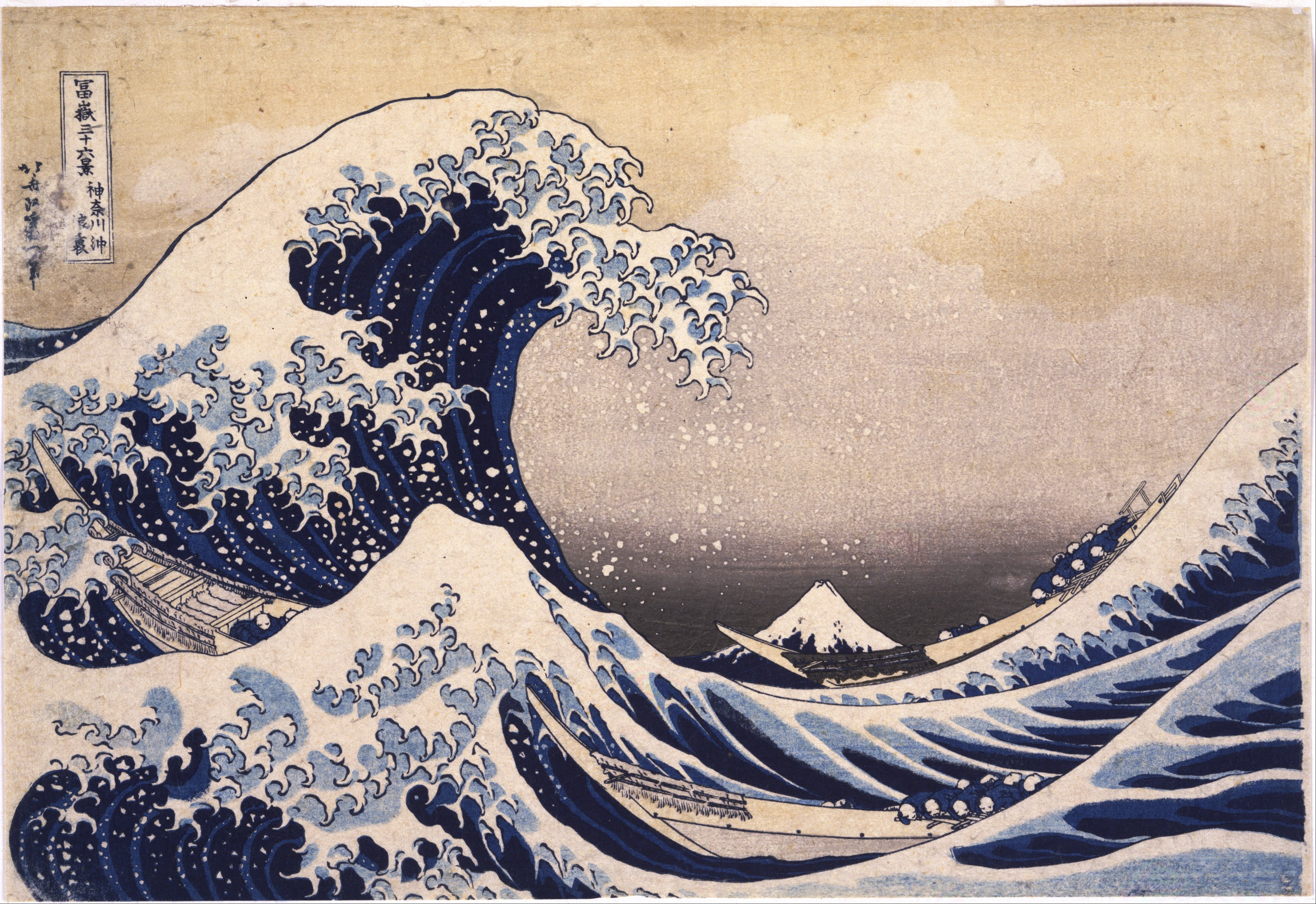
Hokusai Kacušika: Velká vlna u pobřeží Kanagawy (cca 1829–1833)

- Dřevotisk Velká vlna u pobřeží Kanagawy pravděpodobně nezachycuje vlnu tsunami, ale rogue wave.[13][14]
- Setkáním parníku s obří vlnou začíná film Dobrodružství Poseidonu režisérské dvojice Ronalda Neamea a Irwina Allena z roku 1972.